# Halgania cyanea
Halgania cyanea är en strävbladig växtart som beskrevs av Lindley. Halgania cyanea ingår i släktet Halgania och familjen strävbladiga växter. Inga underarter finns listade i Catalogue of Life.